# Пятёрка за лето
«Пятёрка за лето» — советский детский художественный фильм 1974 года киностудии «Ленфильм». Премьера состоялась 5 ноября 1974 года, а 2 мая 1976 года его показали по Второй программе ЦТ.

## Сюжет
На отдых в пионерский лагерь «Гренада», путевку в который получают лучшие школьники, приезжают два мальчика — застенчивый тихоня Толя Еремеев (Андрей Дмитриев) и дерзкий задира Саша Бурцов (Михаил Семенов). Толя Еремеев — отличник и победитель шахматной олимпиады, а Саше Бурцову путевка досталась не по заслугам, а благодаря связям.
Саша Бурцов задирает Толю Еремеева и к нему присоединяются другие, подвергая мальчика насмешкам и изгоняя из своей компании.
Всегда получалось так, что за хорошие поступки Толи Еремеева слава доставалась Саше Бурцову: так случилось с наградой за хорошую работу в День труда, чуть было не наградили за поимку грабителя телефонов автоматов Сашу Бурцова вместо Толи Еремеева.
К концу истории правда торжествует, и Толю Еремеева качают другие ребята, признавая настоящим героем сезона.

## В ролях
- Андрей Дмитриев — Толя Еремеев
- Михаил Семёнов — Саша Бурцов
- Георгий Штиль — Виктор Иванович Курнаков
- Виктор Сергачёв — Сергей Николаевич Ефремов, начальник лагеря
- Леонид Броневой — Степан Петрович, повар
- Виктор Перевалов — Тихонов, сержант милиции
- Вера Титова — нянечка

## Съёмочная группа
- Режиссёр: Леонид Макарычев
- Автор сценария: Валерий Попов
- Оператор: Николай Покопцев
- Композитор: Станислав Пожлаков
- Художник-постановщик: Алексей Рудяков